# Хансен, Камилла
Камилла Хансен (швед. Eva Camilla Hansén, род. 29 апреля 1976, Линдесберг, Линдесберг, Эребру, Швеция) – шведский политик из Партии зелёных. С 2019 года является членом Риксдага от округа Эребру. Она стала депутатом после отставки Йонаса Эрикссона.       
В 2016 году уже исполняла обязанности депутата Риксдага от округа Эребру. Хансен была назначена полноправным членом Риксдага 4 ноября 2019 года, поскольку Йонас Эрикссон ушёл с поста депутата.  
В Риксдаге она является членом Комитета по иностранным делам (с 2021 года), была членом Комитета по Конституции (2019–2021 годы). 30 апреля 2021 года взяла шефство над Алесем Пушкиным, белорусским художником и политическим заключённым.